# (22199) Clonios
(22199) Clonios, désignation internationale (22199) Klonios, est un astéroïde troyen jovien.

## Description
(22199) Clonios est un astéroïde troyen jovien, camp grec, c'est-à-dire situé au point de Lagrange L4 du système Soleil-Jupiter. Il présente une orbite caractérisée par un demi-grand axe de 5,324 UA, une excentricité de 0,079 et une inclinaison de 9,1° par rapport à l'écliptique.
Il est nommé en référence au personnage de la mythologie grecque Clonios, acteur du conflit légendaire de la guerre de Troie.

## Compléments